# Dekanat Winnica
Dekanat Winnica – jeden z ośmiu dekanatów katolickich w diecezji kamienieckiej na Ukrainie. 

## Parafie
- Chmielnik - Parafia pw. Trójcy Świętej
- Dzierżanówka - Parafia pw. św. Stanisława BM
- Ilińce - Parafia pw. Podwyższenia Krzyża Świętego
- Janów - Parafia pw. Niepokalanego Poczęcia Najświętszej Maryi Panny
- Kalinówka - Parafia pw. Świętych Apostołów Piotra i Pawła
- Koziatyn - Parafia pw. Matki Bożej Dobrej Rady
- Lemieszówka - Parafia pw. św. Anny
- Lipowiec - Parafia pw. Niepokalanego Poczęcia Najświętszej Maryi Panny
- Listopadówka (Bogudzięka) - Parafia pw. św. Jana Chrzciciela
- Lityn - Parafia pw. Matki Bożej Śnieżnej
- Machnówka - Parafia pw. św. Jana Nepomucena
- Majdan - Parafia pw. św. Mikołaja Biskupa
- Małe Kruszłyńce - Parafia pw. Ducha Świętego
- Miastkówka - Parafia pw. Niepokalanego Poczęcia Najświętszej Maryi Panny
- Oratów - Parafia pw. św. Stanisława BM
- Pików - Parafia pw. Trójcy Świętej
- Pohrebyszcze - Parafia pw. Niepokalanego Poczęcia Najświętszej Maryi Panny
- Samhorodok - Parafia pw. św. Anny
- Skarżyńce - Parafia pw. Matki Bożej Różańcowej
- Stryżawka - Parafia pw. Matki Bożej Bolesnej
- Telepeńki - Parafia pw. Ścięcia św. Jana Chrzciciela
- Ułanów - Parafia pw. Przemienienia Pańskiego
- Wachnówka - Parafia pw. Matki Bożej Fatimskiej
- Wielki Ostróżek - Parafia pw. Trójcy Świętej
- Winnica (Br. Mn. Kapucyni) - Parafia pw. Matki Bożej Anielskiej
- Winnica (Kapliczka) - Parafia pw. św. Franciszka
- Winnica (Tiażyłów) - Parafia pw. Miłosierdzia Bożego
- Winnica (Wiszenka) - Parafia pw. Ducha Świętego
- Woronowica - Parafia pw. św. Michała Archanioła
- Żdanówka[1] - Parafia pw. św. Antoniego